# Klawikord

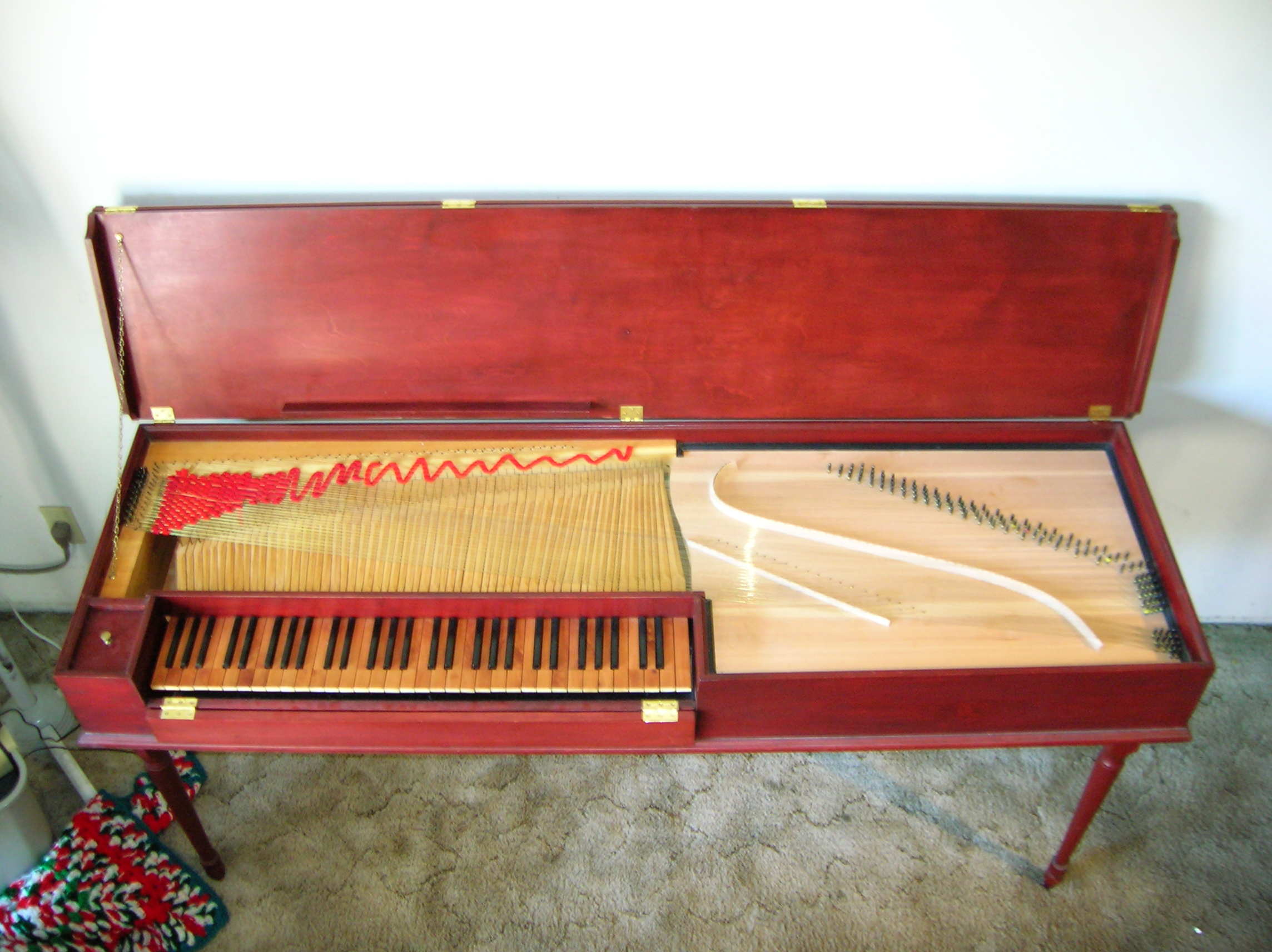
Klawikord

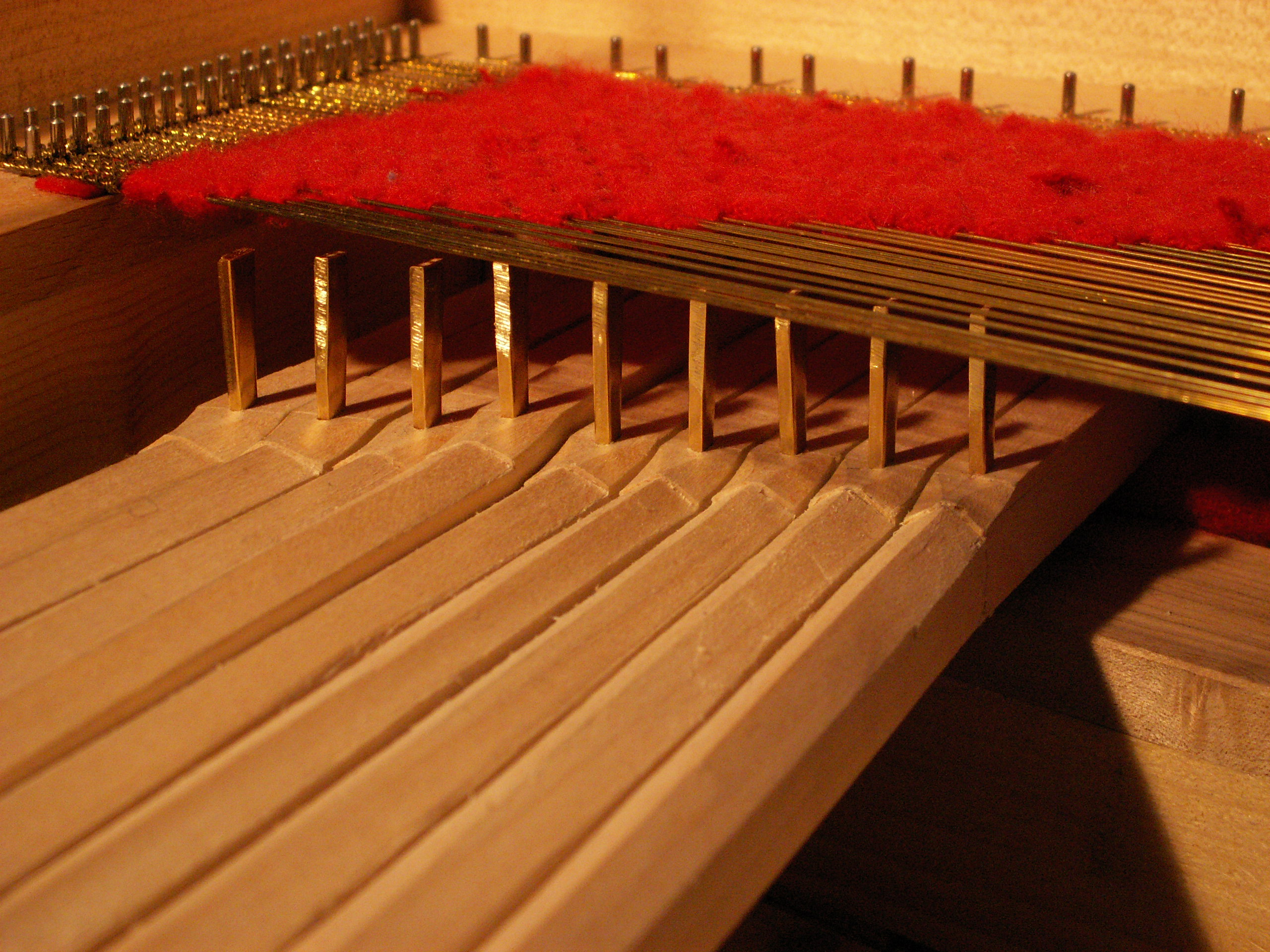
Tangenty

Klawikord – najstarszy instrument klawiszowy strunowy, skonstruowany po raz pierwszy przez Domenico Pisaurensisa w XVI wieku.

## Budowa, działanie i brzmienie  instrumentu
Struny wprawiane są w drgania za pomocą tangentów (listewek), które naciskają i dzielą struny po przyciśnięciu klawiszy. Powoduje to, że dźwięk wydawany przez klawikord jest bardzo cichy. Klawikord jest znacznie mniejszy od klawesynu i pianina, ma też tylko jedną klawiaturę o zakresie 4 oktaw. Kolejna różnica w stosunku do klawesynu to sposób wydobywania dźwięku. Struny klawesynu są szarpane, co daje nieporównywalną do klawikordu, ostrzejszą barwę dźwięku oraz brak możliwości gradacji dynamicznej w zależności od siły uderzenia w klawisz. Struny klawikordu są uderzane przez tangenty bezpośrednio za pomocą dwuramiennej dźwigni klawiszowej, przez co otrzymuje się barwę nadzwyczaj delikatną, ale przez to słabą dynamicznie, za to z możliwością stałej kontroli natężenia dźwięku w funkcji siły uderzenia w klawisz. Pochodzący od starożytnego monochordu, klawikord rozpowszechnił się w I połowie XVI wieku, ale wskutek ograniczonych możliwości muzycznych oraz niskiego natężenia dźwięku zawsze pozostawał w cieniu klawesynu i generalnie służył jako instrument do ćwiczeń.  Wielkimi miłośnikami klawikordu byli Johann Sebastian Bach i jego syn Carl Philipp Emanuel Bach. W drugiej połowie XVIII wieku został ostatecznie wyparty przez nowsze instrumenty, jak fortepian czy klawesyn.
Używany głównie do gry solowej. Jean Paul o klawikordzie i klawesynie metaforycznie: Niektórzy ludzie są jak klawikordy, grają tylko w samotności; inni są jak klawesyny, które należą do koncertu.